# Analisi del traffico radio
L'analisi del traffico radio è una tecnica bellica che consiste nell'ascoltare le frequenze radio usate dal nemico. 
Valutandone il volume e fornendo un quadro delle comunicazioni nemiche in corso si ottiene un'idea della temperatura del conflitto nelle varie zone e, talvolta, anche del tipo di operazione che può essere all'origine di tali trasmissioni.
Il metodo fu messo a punto nel corso della Seconda Guerra Mondiale da Eliso Porta, allora capitano di fregata e capo della Sezione B1 dell'Ufficio delle intercettazioni estere, IX Sezione del Reparto Informazioni della Marina. 
La tecnica fu in seguito ampiamente utilizzato dalla Nato nel corso di tutta la Guerra Fredda.